# Könnern
Könnern (pronunciación en alemán: /ˈkœnɐn/ⓘ) es un municipio situado en el distrito de Salzland, en el estado federado de Sajonia-Anhalt (Alemania), a una altitud de 120 metros. Su población a finales de 2015 era de unos 8600 habitantes y su densidad poblacional, 70 hab/km².